# أدريان ريان
أدريان ريان (بالإنجليزية: Adrian Ryan)‏ هو لاعب قذف أيرلندي، ولد في 19 يونيو 1990.